# Experience (film)
Pour les articles homonymes, voir Expérience (homonymie).
Pour plus de détails, voir Fiche technique et Distribution.
Experience (en persan : تجربه, Tadjrebeh) est un film dramatique iranien écrit et réalisé par Abbas Kiarostami, sorti en 1973. C'est le premier long métrage du cinéaste.

## Synopsis
Mohammad, un jeune garçon de 14 ans, est employé à tout faire dans la boutique d'un photographe où il est autorisé à dormir. Il est amoureux d'une jeune fille de la bourgeoisie qui habite à l’autre bout de Téhéran. Un jour, il croit surprendre un regard approbateur de sa part. Encouragé, Mohammad vient dès le lendemain proposer ses services dans la maison des parents de la jeune fille.

## Fiche technique
- Titre original : Tadjrebeh
- Titre français : Experience
- Réalisation : Abbas Kiarostami
- Scénario : Abbas Kiarostami et Amir Naderi
- Pays de production :  Iran
- Format : noir et blanc - son mono
- Genre : drame
- Durée : 53 minutes
- Date de sortie : 1973

## Distribution
- Parviz Naderi : Mohammad
- Hossein Yarmohammadi